# عنخنس‌نفریب‌رع
عنخنس‌نفریب‌رع (انگلیسی: Ankhnesneferibre؛ ‏ عربی مصری: عنخنس نفر اب رع) یک شاهدخت و کاهنهٔ مصر باستان در دوران دودمان بیست و ششم مصر و دختر فرعون پسامتیک دوم و ملکه تاخویت بود. او در بین سال‌های ۵۹۵ تا ۵۲۵ قبل از میلاد، در دوران حکمرانی پسامتیک دوم، آپریس، آماسیس دوم و پسامتیک سوم، تا زمان فتح مصر توسط شاهنشاهی هخامنشی، منصب‌های «ستایشگر مقدس آمون» و بعدها «همسر خدای آمون» را داشت.

## زندگی‌نامه
در سال ۵۹۵ قبل از میلاد، عنخنس‌نفریب‌رع به تِبِس اعزام شد تا آن طور که بر سنگ یادبود به‌دست آمده از کرنک نوشته شده، توسط همسر خدا آمون نیتوکریس یکم به فرزندخواندگی پذیرفته شود. عنخنس‌نفریب‌رع تا زمان مرگ نیتوکریس یکم در سال چهارم سلطنت فرعون آپریس (۵۸۶ قبل از میلاد) منصب الهی خود را داشت و پس از آن او همسر جدید خدای آمون شد. او چندین دهه در تِبِس حکومت کرد تا سال ۵۲۵ قبل از میلاد، زمانی که امپراتور ایرانی کمبوجیه دوم، فرعون مصر پسامتیک سوم را شکست داد و مصر را فتح کرد و به دودمان بیست و ششم مصر و مناصب «ستایشگر الهی آمون» و همسر خدای آمون پایان داد. پس از این تاریخ، عنخنس‌نفریب‌رع به عنوان آخرین همسر خدا از تاریخ ناپدید شد، همان‌طور که جانشین احتمالی او، نیتوکریس دوم ستایشگر مقدس نشد. مقبره عنخنس‌نفریب‌رع مانند بسیاری از پیشینیان خود، در معبد شهر هابو قرار دارد.
برای عنخنس‌نفریب‌رع چندین گواه شناخته شده است، بیش از همه مجسمه‌ای که او را به تصویر می‌کشد که اکنون در موزه نوبی اسوان به نمایش گذاشته شده است (سی‌جی ۴۲۲۰۵) و گور سنگی سیاه بازالتی او که متعاقباً در دیرالمدینه در دوره امپراتوری بطلمیوسی توسط مردی به نام پیمنتو مورد استفادهٔ مجدد قرار گرفت و امروز در موزه بریتانیا قرار دارد.